# David Harbour
David Kenneth Harbour (ur. 10 kwietnia 1975 w White Plains) – amerykański aktor teatralny, filmowy i telewizyjny.

## Życiorys

### Wczesne lata
Urodził się w White Plains w stanie Nowy Jork jako syn Nancy (z domu Riley) i Kennetha. Oboje rodzice pracowali na rynku nieruchomości. Jak sam twierdzi, od wczesnych lat chciał zostać aktorem, w przedszkolnym przedstawieniu grał Batmana. Uczęszczał do szkoły średniej Byram Hills High School w Armonku, gdzie uczniami byli też Sean Maher i Eyal Podell. W 1997 ukończył Dartmouth College w Hanoverze.
Zmagał się z uzależnieniem od alkoholu, przebywał w szpitalu psychiatrycznym; zdiagnozowano u niego chorobę dwubiegunową.

### Kariera
W 1999 debiutował na Broadwayu jako Noah Curry w sztuce The Rainmaker u boku Woody’ego Harrelsona. W 2001 został obsadzony w roli Mosesa Johna Jacksona w spektaklu Toma Stopparda The Invention of Love. W 2005 za rolę Nicka w przedstawieniu Edwarda Albeego Kto się boi Virginii Woolf? z Kathleen Turner otrzymał nominację do nagrody Tony dla najlepszego aktora drugoplanowego. Grywał również w różnych spektaklach na Off-Broadwayu, w tym jako Laertes w inscenizacji Hamleta z Michaelem Stuhlbargiem w roli tytułowej. Powrócił na Broadway w trylogii Toma Stopparda The Coast of Utopia (2006–2007), jako Bassanio w komedii szekspirowskiej Kupiec wenecki (2010–2011) i jako John Williamson w Glengarry Glen Ross (2012–2013).
W 1999 po raz pierwszy wystąpił w produkcji telewizyjnej jako kelner w jednym z odcinków serialu Prawo i porządek pt. „Patsy”. Wystąpił potem w serialach telewizyjnych, w tym Prawo i porządek: sekcja specjalna (2002) w roli mordercy dzieci, Prawo i porządek: Zbrodniczy zamiar (2009) jako morderca Paul Devildis czy Elementary (2013) w roli lekarza. W 22. filmie z serii o Jamesie Bondzie 007 Quantum of Solace (2008) z Danielem Craigiem zagrał agenta CIA Gregga Beama. Był obsadzany w drugoplanowych rolach w takich filmach jak Kinsey (2004), Tajemnica Brokeback Mountain (2005), The Green Hornet 3D (2011), Bogowie ulicy (2012) i Bez litości (2014).
W 2016 podczas występów w roli Achillesa w tragedii szekspirowskiej Troilus i Kresyda zerwał ścięgno Achillesa i poruszał się o kulach.
Zagrał tytułową komiksową postać w filmie Hellboy (2019). Zyskał uznanie za rolę Jima Hoppera w serialu Netflix Stranger Things, która przyniosła mu nagrodę Critics’ Choice Television Award w 2018, a także nominacje do nagrody Primetime Emmy oraz Złotego Globu dla najlepszego aktora drugoplanowego w serialu, miniserialu lub filmie telewizyjnym.

## Życie prywatne
W 2019 aktor związał się z piosenkarką Lily Allen. 7 września 2020 para zawarła związek małżeński w Las Vegas.

## Filmografia

### Filmy
| Rok  | Tytuł                                          | Rola                                               | Reżyser                               |
| ---- | ---------------------------------------------- | -------------------------------------------------- | ------------------------------------- |
| 2004 | Kinsey                                         | Robert Kinsey                                      | Bill Condon                           |
| 2005 | Confess                                        | Agent McAllister                                   | Stefan Schaefer                       |
| 2005 | Tajemnica Brokeback Mountain                   | Randall Malone                                     | Ang Lee                               |
| 2005 | Wojna światów                                  | pracownik doku                                     | Steven Spielberg                      |
| 2006 | Shut Up and Sing                               | David                                              | Bruce Leddy                           |
| 2007 | Przebudzenie                                   | Dracula                                            | Joby Harold                           |
| 2008 | 007 Quantum of Solace                          | Gregg Beam                                         | Marc Forster                          |
| 2008 | Droga do szczęścia                             | Shep Campbell                                      | Sam Mendes                            |
| 2009 | Stan gry                                       | informator w PointCorp                             | Kevin Macdonald                       |
| 2010 | Dzień jak co dzień                             | Brian                                              | Richard Levine                        |
| 2011 | Green Hornet                                   | Frank Scanlon                                      | Michel Gondry                         |
| 2011 | W.E.                                           | Ernest                                             | Madonna                               |
| 2011 | The Convincer                                  | Bob Egan                                           | Jill Sprecher                         |
| 2012 | Bogowie ulicy                                  | Van Hauser                                         | David Ayer                            |
| 2012 | Between Us                                     | Joel                                               | Dan Mirvisch                          |
| 2012 | Knife Fight                                    | Stephen                                            | Bill Guttentag                        |
| 2013 | Infiltrator                                    | Jay Price                                          | Ric Roman Waugh                       |
| 2013 | Parkland                                       | James Gordon Shanklin                              | Peter Landesman                       |
| 2014 | X/Y                                            | Todd                                               | Ryan Piers Williams                   |
| 2014 | Krocząc wśród cieni                            | Ray                                                | Scott Frank                           |
| 2014 | Bez litości                                    | Frank Masters                                      | Antoine Fuqua                         |
| 2015 | Pakt z diabłem                                 | John Morris                                        | Scott Cooper                          |
| 2016 | Legion samobójców                              | Dexter Tolliver                                    | David Ayer                            |
| 2017 | Bez snu                                        | Doug Denisson                                      | Baran bo Odar                         |
| 2019 | Frankenstein’s Monster’s Monster, Frankenstein | David Harbour Jr., David Harbour III, Frankenstein | Daniel Gray Longino                   |
| 2019 | Hellboy                                        | Hellboy                                            | Neil Marshall                         |
| 2020 | Tyler Rake: Ocalenie                           | Gaspar                                             | Sam Hargrave                          |
| 2021 | Czarna Wdowa                                   | Alexi Shostakov / Red Guardian                     | Cate Shortland                        |
| 2022 | Dzika noc                                      | Święty Mikołaj                                     | Tommy Wirkola                         |
| 2023 | Mamy tu ducha                                  | duch Ernest                                        | Christopher Landon                    |
| 2023 | Gran Turismo                                   | Jack Salter                                        | Neill Blomkamp                        |
| 2024 | Noc w ZOO                                      | Dan (głos)                                         | Rodrigo Perez-Castro i Ricardo Curtis |
| 2025 | Fachowiec                                      | Gunny Lefferty                                     | David Ayer                            |
| 2025 | Thunderbolts*                                  | Alexi Shostakov / Red Guardian                     | Jake Schreier                         |

### Seriale TV
| Rok  | Tytuł                               | Postać                | Uwagi       |
| ---- | ----------------------------------- | --------------------- | ----------- |
| 1999 | Prawo i porządek                    | Mike                  | 1 odcinek   |
| 2002 | Prawo i porządek: sekcja specjalna  | Terry Jessup          | 1 odcinek   |
| 2003 | Nocny kurs                          | Christopher Clark     | 1 odcinek   |
| 2004 | Prawo i porządek: Zbrodniczy zamiar | Wesley John Kenderson | 1 odcinek   |
| 2006 | The Book of Daniel                  | Kevin Warwick         | 1 odcinek   |
| 2007 | Jednostka                           | Gary Weber            | 1 odcinek   |
| 2008 | Prawo i porządek                    | Jay Carlin            | 1 odcinek   |
| 2009 | Prawo i porządek: Zbrodniczy zamiar | Paul Devidis          | 1 odcinek   |
| 2009 | Magia kłamstwa                      | Frank Ambrose         | 1 odcinek   |
| 2009 | Bananowy doktor                     | Dan Samuels           | 1 odcinek   |
| 2011 | Pan Am                              | Roger Anderson        | 6 odcinków  |
| 2012 | Newsroom                            | Elliot Hirsch         | 10 odcinków |
| 2013 | Elementary                          | doktor Mason Baldwin  | 1 odcinek   |
| 2014 | Rake                                | David Potter          | 11 odcinków |
| 2014 | Manhattan                           | doktor Reed Akley     | 10 odcinków |
| 2014 | State of Affairs                    | David Patrick         | 13 odcinków |
| 2015 | Banshee                             | Robert Dalton         | 2 odcinki   |
| 2016 | Crisis in Six Scenes                | Vic                   | 1 odcinek   |
| 2016 | Stranger Things                     | Jim Hopper            | 34 odcinki  |
| 2018 | Animals                             | Hawk                  | 1 odcinek   |

### Teatr
| Rok  | Tytuł                          | Rola                |
| ---- | ------------------------------ | ------------------- |
| 1999 | Zaklinacz deszczu              | Noah Curry          |
| 2001 | The Invention of Love          | Moses John Jackson  |
| 2005 | Kto się boi Virginii Woolf?    | Nick                |
| 2006 | The Coast of Utopia: Voyage    | Nicholas Stankevich |
| 2006 | The Coast of Utopia: Shipwreck | George Herwegh      |
| 2007 | The Coast of Utopia: Salvage   | doktor              |
| 2010 | Kupiec wenecki                 | Bassanio            |
| 2012 | Glengarry Glen Ross            | John Williamson     |